# Andreas Rydelius
Andreas Rydelius, född 24 augusti 1671 i Linköping, död 1 maj 1738 i Osby, var en svensk filosof och biskop i Lunds stift 1734–1738. Han var bror till Magnus Rydelius.

## Biografi
Johannes Rydelius, far till Andreas Rydelius, var domkyrkokaplan i Linköping och senare kyrkoherde i Fornåsa socken. Att Andreas var begåvad märktes redan under skolåren i Linköping. Han blev student vid Uppsala universitet 1689. Där kom han i kontakt med professor Bilberg, som var förespråkare för Cartesius filosofi.
Bilberg anställde honom som privatlärare åt sin son, och då han 1693 förflyttades som kyrkoherde till Örebro, följde Rydelius med. Under en vistelse som informator i Stockholm väckte Rydelius uppmärksamhet för en latinsk föreläsning, som han höll på Riddarhuspalatset i de kungligas närvaro på Karl XII:s födelsedag 1696. Det blev främsta anledningen till en inbjudan till Lunds universitet, som han följde 1699.
Fast anställning i Lund kunde han inte få på länge, utan han fick uppehålla sig flera år med privata föreläsningar bland annat i filosofi. Känt är hans blixtrande försvar på skämt för skepticismen i ett latinskt tal med anledning av en magisterpromotion 1706. 1707 blev han till slut föreståndare för det akademiska konviktet, där fattiga studenter fick fri middag och därefter utbildning.
1710 utnämndes han från Bender till professor i logik och metafysik i Lund och nådde därmed äntligen den filosofiska katedern. Där hade han under ett par årtionden en mycket betydelsefull utbildningsverksamhet. I sitt inträdestal vände han sig mot Aristoteles invecklade begreppsapparat och sade sig vilja verka för filosofins reduktion till ett mindre antal ledande och fruktbara tankar.
De närmaste åren blev besvärliga. 1709–1710 hade universitetet varit upplöst på grund av kriget med Danmark. Rydelius hade då utnyttjat tiden till att skriva en nybörjarbok i latin, Grammatista philosophans. 1711 förlorade han sitt bibliotek och åtskilliga handskrivna verk genom en eldsvåda.
1712–1713 var universitetet på nytt upplöst på grund av pesten. Rydelius var då den ende lärare som höll undervisning. Han flyttade med sina elever från by till by. Som rektor var Rydelius från 1714 flitig med att återupprätta ordnade förhållanden. Karl XII skall under sin vistelse i Lund ofta ha hört på hans föreläsningar. Han skall även ha förmått Rydelius att ge ut sitt stora filosofiska arbete på svenska, Nödiga förnufftz öfningar för all slags studerande ungdom, som wil hafwa sunda tankar.
1725 tilldelades han Hardeberga och Södra Sandby församlingar och blev prästvigd. 1730 fick han en teologisk professur. I inträdestalet förespråkade han stark tro i kombination med ärlig forskning, i motsats till såväl överdriven rationalism som ljusskygg dogmatism. 1732 blev han förste teologie professor och domprost. 1734 blev han biskop i Lunds stift. Under sin korta tjänstetid höll han två prästmöten, 1735 och 1737.
Han fick mycket beröring med tidens nya religiösa rörelser på ämbetets vägnar. Trots att han själv var fast rotad på den gamla kyrkliga och ortodoxa grunden, bedömde han dem med vidsynthet och blick för de goda avsikterna.
Sjuk i Osby prästgård på vägen upp till riksdagen våren 1738 lät han i sammanfatta sina kyrkliga önskemål: noggrann kyrkotukt, reformer i prästtillsättningen (prästexamen inför prästmöte, prästtjänsters tillsättning genom lottning mellan de tre på förslaget), bättre undervisning (en skolinspektör i varje stift, en folkskola i varje församling). Rydelius kom dock aldrig till riksdagen och hans kyrkliga testamente fick inget större stöd i prästeståndet.